# Skåltjärnen, Västmanland
Skåltjärnen är en sjö i Nora kommun i Västmanland och ingår i Norrströms huvudavrinningsområde.